# Lepino
Lepino [pronunciación en polaco: /lɛˈpinɔ/] ( en alemán: Leppin) es un pueblo ubicado en el distrito administrativo de Gmina Sławoborze, dentro del condado de Świdwin, Voivodato de Pomerania Occidental, en el noroeste de Polonia. Se encuentra a unos 3 kilómetros al norte de Sławoborze, a 16 kilómetros al norte de Świdwin, y a 94 kilómetros al noreste de la capital regional Szczecin.